# Odontocera typhoeus
Odontocera typhoeus är en skalbaggsart som beskrevs av Fisher 1947. Odontocera typhoeus ingår i släktet Odontocera och familjen långhorningar. Inga underarter finns listade i Catalogue of Life.